# Jimmy Vasser
Jimmy Vasser (ur. 20 listopada 1965 roku w Canoga Park w Kalifornii) – amerykański kierowca wyścigowy. Mistrz serii CART w roku 1996. Obecnie współwłaściciel zespołu wyścigowego.

## Kariera

### Początki kariery
Pnąc się po szczeblach rozwojowych serii, Vasser wygrał w 1987 roku amerykańską serię Formuły Ford. Następnie startował w Corvette Challenge i kanadyjskiej serii Pro F-2000. W latach 1990–1991 startował w Formule Atlantic. W 1991 zajął w niej 2. miejsce odnosząc 6 zwycięstw w sezonie.

### CART
Zadebiutował w serii CART w 1992 roku w zespole Hayhoe/Cole Racing. Początki nie były łatwe, ale na początku sezonu 1993 udało mu się po raz pierwszy stanąć na podium (3. miejsce w Phoenix). W 1994 roku uzyskał najlepszy wynik w startach w Indianapolis 500 - 4. miejsce.
W 1995 roku przeszedł do zespołu Chip Ganassi Racing i stał się kierowcą walczącym o coraz wyższe lokaty. W połowie sezonu miał bardzo dobry okres w pięciu kolejnych wyścigach czterokrotnie stając na podium. Przez pewien czas był nawet zwycięzcą jednego z tych wyścigów (w Portland), gdyż zdyskwalifikowano Ala Unsera Jr, po odwołaniu jednak dyskwalifikację tą cofnięto.
Rok 1996 to wreszcie pierwsze zwycięstwo Vassera, a bardzo równy sezon (ukończył wszystkie wyścigi) wsparty kolejnymi zwycięstwami przyniósł zdobycie tytułu mistrzowskiego. Kolejne dwa lata były również bardzo dobre w jego wykonaniu (trzecie i drugie miejsce), chociaż był nieco w cieniu swojego kolegi z zespołu Alexa Zanardiego, który w tym czasie dwukrotnie zdobył tytuł mistrzowski.
Kolejne sezony nie były już tak udane i po roku 2000 Vasser odszedł z zespołu Ganassiego. W kolejnych latach startował w zespołach Patrick Racing, Team Rahal i American Spirit Team Johansson, ale pomimo niezłych występów nie był już kierowcą ścisłej czołówki. W ciągu trzech lat wygrał tylko jeden wyścig.

### Współwłaściciel zespołu
W 2004 roku stał się współwłaścicielem zespołu PKV Racing, którego został jednocześnie kierowcą. W 2005 roku zaliczył ostatni pełny sezon wyścigów, po którym skupił się na prowadzeniu zespołu (chociaż dwukrotnie wystartował jeszcze w wyścigu w Long Beach).
Od 2008 roku po odejściu jednego ze współwłaścicieli zespół zmienił nazwę na KV Racing Technology i po połączeniu Champ Car i IRL startuje teraz w połączonej IRL IndyCar Series.
Od 2006 roku Vasser startuje też okazyjnie w wyścigach samochodów sportowych, m.in. w 24-godzinnym wyścigu w Daytonie.

## Starty w karierze
| Sezon | Seria              | Zespół                         | Starty | PP | Zwyc. | Punkty | Pozycja |
| ----- | ------------------ | ------------------------------ | ------ | -- | ----- | ------ | ------- |
| 1990  | Formuła Atlantic   | Della Penna Motorsports        |        |    |       |        |         |
| 1991  | Formuła Atlantic   | Della Penna Motorsports        | 13     | 8  | 6     | 153    | 2.      |
| 1992  | CART               | Hayhoe/Cole Racing             | 10     | 0  | 0     | 8      | 22.     |
| 1993  | CART               | Hayhoe/Cole Racing             | 12     | 0  | 0     | 30     | 16.     |
| 1994  | CART               | Hayhoe/Cole Racing             | 16     | 0  | 0     | 42     | 15.     |
| 1995  | CART               | Chip Ganassi Racing            | 17     | 0  | 0     | 92     | 8.      |
| 1996  | CART               | Chip Ganassi Racing            | 16     | 4  | 4     | 154    | 1.      |
| 1997  | CART               | Chip Ganassi Racing            | 17     | 0  | 1     | 144    | 3.      |
| 1998  | CART               | Chip Ganassi Racing            | 19     | 2  | 3     | 169    | 2.      |
| 1999  | CART               | Chip Ganassi Racing            | 20     | 1  | 0     | 104    | 9.      |
| 2000  | CART               | Chip Ganassi Racing            | 20     | 0  | 1     | 131    | 6.      |
| 2000  | Indy Racing League | Chip Ganassi Racing            | 1      | 0  | 0     | 26     | 32.     |
| 2001  | CART               | Patrick Racing                 | 20     | 0  | 0     | 77     | 12.     |
| 2001  | Indy Racing League | Chip Ganassi Racing            | 1      | 0  | 0     | 32     | 36.     |
| 2002  | CART               | Team Rahal                     | 19     | 1  | 1     | 114    | 7.      |
| 2002  | Indy Racing League | Team Rahal                     | 2      | 0  | 0     | 23     | 40.     |
| 2003  | CART               | American Spirit Team Johansson | 18     | 0  | 0     | 72     | 11.     |
| 2003  | IRL IndyCar Series | Team Rahal                     | 1      | 0  | 0     | 4      | 36.     |
| 2004  | Champ Car          | PKV Racing                     | 14     | 0  | 0     | 201    | 8.      |
| 2005  | Champ Car          | PKV Racing                     | 13     | 1  | 0     | 217    | 6.      |
| 2006  | Champ Car          | PKV Racing                     | 1      | 0  | 0     | 7      | 24.     |
| 2008  | IRL IndyCar Series | KV Racing Technology           | 1      | 0  | 0     | 0      | -       |

## Starty w Indianapolis 500
| Rok  | Nadwozie | Silnik        | Start | Wynik | Uwagi                 |
| ---- | -------- | ------------- | ----- | ----- | --------------------- |
| 1992 | Lola     | Chevrolet     | 28    | 21    | Wypadek               |
| 1993 | Lola     | Cosworth-Ford | 19    | 13    |                       |
| 1994 | Reynard  | Cosworth-Ford | 16    | 4     |                       |
| 1995 | Reynard  | Cosworth-Ford | 9     | 22    | Wypadek               |
| 2000 | G-Force  | Oldsmobile    | 7     | 7     |                       |
| 2001 | G-Force  | Oldsmobile    | 12    | 4     |                       |
| 2002 | Dallara  | Chevrolet     | 19    | 30    | Awaria skrzyni biegów |
| 2003 | Dallara  | Honda         | 27    | 26    | Awaria skrzyni biegów |